# Jean-Gaspard d'Ampringen
Johann Caspar von Ampringen (19 janvier 1619 - 9 septembre 1684) est le 48e Grand Maître de l'Ordre Teutonique, en fonction du 27 janvier 1664 jusqu'à sa mort.

## Biographie
Von Ampringen est né en Hongrie dans une famille noble du Bade-Wurtemberg, fils de Johann Christoph von Ampringen et Susanne von Landsberg. En 1646, il rejoint l'Ordre Teutonique, puis gravit progressivement les échelons. À partir de 1660, il se voit confier la protection de la frontière croate, partie d'une série de positions défensives appelées la Frontière militaire, contre les incursions de l'Empire ottoman pour le compte de l'ordre. Après la mort de l'archiduc Charles-Joseph d'Autriche en 1664, il est élu à l'unanimité Grand Maître de l'Ordre des Chevaliers. La même année, il dirige un contingent des chevaliers teutoniques lors de la bataille victorieuse du Saint-Gothard contre les armées ottomanes, une victoire importante pour les forces de la coalition chrétienne qui arrête l'expansion turque dans les royaumes fracturés de Hongrie.
En reconnaissance de ses efforts, le 27 février 1673, l'empereur Léopold Ier le nomme gouverneur impérial de la Hongrie royale. Ampringen est nommé gouverneur lors de la répression brutale qui suit la conspiration de Wesselényi. Au lieu d'administrer la région par l'intermédiaire du Palatin de Hongrie, un gouvernement est établi, qui est directement subordonné à l'empereur. Le comité est présidé par le gouverneur plénipotentiaire, avec la participation de quatre conseillers hongrois et de quatre conseillers autrichiens. La tâche du gouvernorat consiste, entre autres, à superviser les questions religieuses (en pratique, cela signifiait soutenir la re-catholicisation), à aplanir les conflits entre la population civile et les militaires, à stabiliser la situation des affaires intérieures et à moderniser l'administration publique. L'administration d'Ampringen est caractérisée par une approche autoritaire, puisque plusieurs exécutions publiques de nobles hongrois déloyaux ont lieu à cette époque dans un climat de forte répression des ennemis perçus de l'Empire. Ses activités en tant que gouverneur contribuent grandement à la montée du mouvement rebelle dit Kuruc, opposé à l'empiétement des Habsbourg en Hongrie, et plus tard encore au déclenchement du soulèvement mené par Imre Thököly. Ampringen est contraint de quitter la Hongrie en 1677 et, en 1679, il est relevé de ses fonctions à sa propre demande. L'empereur Léopold Ier rétablit ensuite la fonction palatine abolie en 1681 et nomme Paul Esterházy palatin.
Le 4 novembre 1682, l'empereur le nomme gouverneur de Silésie. Etant donné que, selon le Grand Privilège d'État du roi de Bohême Vladislas II de 1498, cette charge devait toujours être occupée par un prince silésien, Freudenthal est élevé au rang de duché pour la durée de vie d'Ampringen et lui-même est promu au rang de prince de Bohême et le 10 novembre 1682, au rang de prince impérial. En tant que Grand Maître, il organise notamment la rénovation du vaste complexe palatial de Freudenthal.
Ampringen meurt en 1684, dernier de sa famille, à Breslau (aujourd'hui Wrocław) et est enterré dans l'église de Freudenthal (aujourd'hui Bruntál). Il est remplacé dans la fonction de Grand Maître par l'évêque de Worms, Louis-Antoine de Palatinat-Neubourg.